# Európai Néppárt Képviselőcsoport
Az Európai Néppárt Képviselőcsoport (angol megnevezése: European People's Party Group) az Európai Parlament jobbközép képviselőcsoportja. Az Európai Néppárt (EPP) tagpártjainak képviselőiből, valamint néhány független képviselőből áll. Ez az egyetlen képviselőcsoport, amely teljes egészében a megfelelő európai pártszövetséget, az EPP-t képviseli.
A három legrégebbi képviselőcsoport egyike, amelyek 1952-ben, a Közgyűlés alapításakor jöttek létre. A kimondottan kereszténydemokrata csoportként alapított frakció eleinte gyengült, majd az 1980-as-1990-es években erősödni kezdett, amikor az EPP bővülésével több jobbközép, de nem kereszténydemokrata párt képviselői is a soraiba ültek.

## A képviselőcsoport története
Ma az Európai Néppárt képviselőcsoportjaként működő politikai szervezet két évtizeddel az Európai Néppárt megalapítása előtt jött létre nem hivatalosan már 1952 szeptemberében, hivatalosan 1953 nyarán, mint az első politikai szervezet az Európai Szén- és Acélközösség közgyűlésén. 1952-től kezdve a frakció számos nevet viselt. Kezdetben Kereszténydemokrata Csoport volt, majd 1979-ben, amikor megalakult a közvetlenül választott Európai Parlament Európai Néppárt Képviselőcsoportja (Kereszténydemokraták) elnevezést vette föl. 1999-ben, amikor a brit konzervatívok és csatlakoztak a frakcióhoz, akkor Európai Néppart és Európai Demokraták Képviselőcsoportjára változott a nevük. 2009 óta (a brit konzervatívok kiválásával) pedig az Európai Néppárt Képviselőcsoportja nevet használja.

## A képviselőcsoport politikája
A kereszténydemokrata frakció kezdetektől a minél szélesebb egység mentén politizált. Egy formális kormányközi kapcsolathálózatnál sokkal mélyebb integrációban gondolkodott, amelyben az ESZAK csak az első lépcsőfokot jelentette. A hat tagállamon túl pedig nemcsak nyugat-európai viszonylatban szélesebb együttműködésben, hanem egész Európa egységét remélte, amelybe egyszer majd a vasfüggöny mögé rekedt országok is beletartozhatnak. Elkötelezettek voltak tehát az integráció mélyítését szolgáló politikai törekvések és a bővítések mellett. Kiálltak a Közös Agrárpolitika, a monetáris unió megvalósítása valamint a minél erősebb európai identitás kialakítása mellett.

## Tagok
A képviselőcsoportot alkotó képviselők összetétele a következő:
| Ország             | Párt                                                     | Alcsoport    | Képviselők 2014-2019 | Képviselők 2019-2024 | Képviselők 2024-2029 |  |
| ------------------ | -------------------------------------------------------- | ------------ | -------------------- | -------------------- | -------------------- |  |
| Ausztria           | Osztrák Néppárt                                          | EPP          | 6                    | 6                    | 7 / 19               |  |
| Belgium            | Kereszténydemokrata és Flamand                           | EPP          | 4                    | 3                    | 2 / 21               |  |
| Belgium            | Az Elkötelezettek                                        | EPP          | 1                    | 1                    | 1 / 21               |  |
| Belgium            | Keresztényszocialista Párt                               | nincs        | 1                    | 1                    | 1 / 21               |  |
| Bulgária           | GERB                                                     | EPP          | 5                    | 5                    | 5 / 17               |  |
| Bulgária           | Demokratikus Erők Szövetsége                             | EPP          | -                    | 1                    | 1 / 17               |  |
| Ciprus             | Demokratikus Gyűlés                                      | EPP          | 2                    | 2                    | 2 / 6                |  |
| Ciprus             | Európai Párt                                             | EPP          | 1                    | -                    |                      |  |
| Csehország         | Polgári Demokrata Párt                                   | ED           | 9                    | -                    |                      |  |
| Csehország         | TOP 09                                                   | nincs        | 3                    | -                    | 2 / 21               |  |
| Csehország         | Keresztény és Demokrata Unió - Csehszlovák Néppárt       | EPP          | 2                    | 2                    | 2 / 21               |  |
| Dánia              | Konzervatív Néppárt                                      | EPP          | 1                    | 1                    | 1 / 13               |  |
| Egyesült Királyság | Konzervatív Párt                                         | ED           | 27                   | -                    |                      |  |
| Egyesült Királyság | Ulsteri Unionista Párt                                   | ED           | 1                    | -                    |                      |  |
| Észtország         | Pro Patria és Res Publica Unió                           | EPP          | 1                    | 1                    | 1 / 6                |  |
| Finnország         | Nemzeti Koalíció                                         | EPP          | 4                    | 3                    | 3 / 13               |  |
| Finnország         | Kereszténydemokraták                                     | EPP          | -                    | 1                    |                      |  |
| Franciaország      | A Köztársaságiak                                         | EPP          | 17                   | 29                   | 8 / 79               |  |
| Görögország        | Új Demokrácia                                            | EPP          | 11                   | 8                    | 8 / 21               |  |
| Hollandia          | Kereszténydemokrata Tömörülés                            | EPP          | 7                    | 5                    | 4 / 26               |  |
| Horvátország       | Horvát Demokratikus Közösség                             | EPP          |                      |                      | 4 / 12               |  |
| Írország           | Fine Gael                                                | EPP          | 5                    | 4                    | 4 / 11               |  |
| Lengyelország      | Polgári Platform                                         | EPP          | 15                   | 25                   | 14 / 52              |  |
| Lengyelország      | Lengyel Néppárt                                          | EPP          | 4                    | 3                    | 3 / 52               |  |
| Lettország         | Polgári Unió                                             | nincs        | -                    | 2                    |                      |  |
| Lettország         | Új Kor Párt                                              | EPP          | 2                    | 1                    |                      |  |
| Lettország         | Néppárt                                                  | EPP          | 1                    | -                    |                      |  |
| Lettország         | Vienotība                                                | EPP          | 1                    | -                    | 2 / 8                |  |
| Litvánia           | Anyaföld Unió – Litván Kereszténydemokraták              | EPP          | 2                    | 4                    | 3 / 11               |  |
| Luxemburg          | Keresztényszocialista Néppárt                            | EPP          | 3                    | 3                    | 2 / 6                |  |
| Magyarország       | Tisztelet és Szabadság Párt                              | nincs        | -                    | -                    | 7 / 21               |  |
| Málta              | Nemzeti Párt                                             | EPP          | 2                    | 2                    | 2 / 6                |  |
| Németország        | Kereszténydemokrata Unió                                 | EPP          | 40                   | 34                   | 23 / 96              |  |
| Németország        | Bajor Keresztényszociális Unió                           | EPP          | 9                    | 8                    | 6 / 96               |  |
| Olaszország        | Forza Italia                                             | EPP          | 16                   | 29                   | 6 / 76               |  |
| Olaszország        | A Közép Uniója                                           | EPP          | 5                    | 5                    |                      |  |
| Olaszország        | Dél-tiroli Néppárt                                       | EPP          | 1                    | 1                    | 1 / 76               |  |
| Olaszország        | Népi Alternatíva                                         | EPP          | -                    | 3                    |                      |  |
| Portugália         | Szociáldemokrata Párt                                    | EPP          | 7                    | 8                    | 6 / 21               |  |
| Portugália         | Demokratikus és Szociális Közép - Néppárt                | EPP          | 2                    | 2                    | 1 / 21               |  |
| Románia            | Nemzeti Liberális Párt                                   | EPP          | 13                   | 10                   | 10 / 33              |  |
| Románia            | Romániai Magyar Demokrata Szövetség                      | EPP          | 2                    | 3                    | 2 / 33               |  |
| Románia            | Partidul Mișcarea Populară                               | nincs        | -                    |                      | 2 / 33               |  |
| Spanyolország      | Néppárt                                                  | EPP          | 24                   | 23                   | 12 / 59              |  |
| Svédország         | Mérsékelt Párt                                           | EPP          | 4                    | 4                    | 4 / 21               |  |
| Svédország         | Kereszténydemokraták                                     | EPP          | 1                    | 1                    | 2 / 21               |  |
| Szlovákia          | Szlovák Demokratikus és Keresztény Unió – Demokrata Párt | EPP          | 3                    | 2                    |                      |  |
| Szlovákia          | Kereszténydemokrata Mozgalom                             | EPP          | 3                    | 2                    | 1 / 14               |  |
| Szlovákia          | Magyar Közösség Pártja                                   | EPP          | 2                    | 2                    |                      |  |
|                    | Most–Híd                                                 | EPP          |                      | 1                    |                      |  |
| Szlovénia          | Szlovén Demokrata Párt                                   | EPP          | 2                    | 2                    | 3 / 8                |  |
| Szlovénia          | Új Szlovénia - Keresztény Néppárt                        | EPP          | 2                    | 1                    | 1 / 8                |  |
| Összes EPP         | Összes EPP                                               | Összes EPP   | 246                  | 261                  |                      |  |
| Összes ED          | Összes ED                                                | Összes ED    | 38                   | -                    |                      |  |
| Összes egyéb       | Összes egyéb                                             | Összes egyéb | 4                    | 4                    |                      |  |
| Összesen           | Összesen                                                 | Összesen     | 288                  | 265                  | 179                  |  |

## Korábbi tagok
- Fidesz – Magyar Polgári Szövetség – 2021. március 3-án kilépett az Európai Néppárt frakcióból.
- Kereszténydemokrata Néppárt – 2024. júniusban a Tisza Párt csatlakozása miatt kilépett.[2]

## Fordítás
- Ez a szócikk részben vagy egészben a European People's Party (European Parliament group) című angol Wikipédia-szócikk ezen változatának fordításán alapul.  Az eredeti cikk szerkesztőit annak laptörténete sorolja fel. Ez a jelzés csupán a megfogalmazás eredetét és a szerzői jogokat jelzi, nem szolgál a cikkben szereplő információk forrásmegjelöléseként.